# Hessenmetall
Hessenmetall ist der Arbeitgeberverband für die Unternehmen der Metall- und Elektro-Industrie in Hessen. Er unterstützt als arbeits- und sozialpolitische Vertretung die Interessen der Mitgliedsunternehmen. Zu den M+E-Branchen zählen in Hessen u. a. die Automobilindustrie, der Maschinenbau, die Metallerzeugung- und bearbeitung und die Hersteller von elektrischen Ausrüstungen. 2021 erwirtschaftete die hessische M+E-Industrie mit 224.000 Beschäftigten in neun Branchen 70 Mrd. Euro Jahresumsatz und bildete 10.500 junge Menschen aus.
Sitz des Verbands ist das Haus der Wirtschaft in Frankfurt am Main.

## Aufgaben

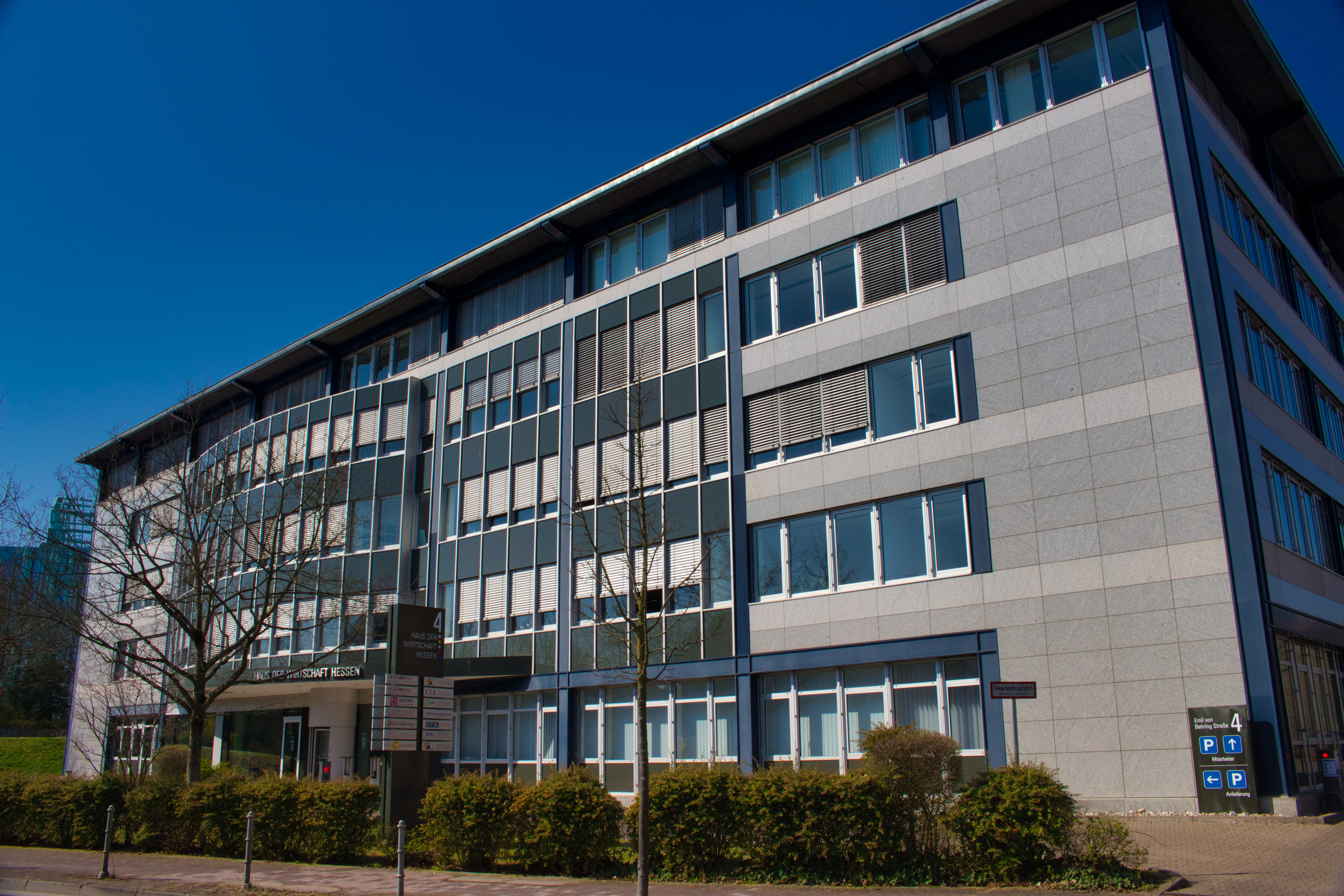
Haus der Wirtschaft Hessen im Frankfurter Mertonviertel, Sitz von Hessenmetall

Hessenmetall verhandelt als Tarifgemeinschaft M+E Mitte zusammen mit den M+E-Verbänden der Pfalz (Pfalzmetall), Rheinland-Rheinhessen (vem.die arbeitgeber) und des Saarlands (M+E Saar) Tarifverträge mit der IG Metall.
Mehr als 700 Mitgliedsunternehmen (Stand: September 2024) werden von Hessenmetall vertreten. Neben der Zentrale in Frankfurt ist Hessenmetall mit fünf Bezirksgruppen in Kassel, Wetzlar, Frankfurt, Offenbach und Darmstadt in Hessen präsent. Die Kontaktpflege zu politischen Institutionen und zu den Medien auf Landesebene und die Vertretung auch der gesellschaftlichen und sozialpolitischen Interessen der Mitgliedsunternehmen gegenüber Politik, Verwaltung, Öffentlichkeit und Gewerkschaften zählen zu den Aufgaben des Verbands.
Zusammen mit anderen Arbeitgeber- und Wirtschaftsverbänden werden die Interessen der hessischen Wirtschaft in der Vereinigung der hessischen Unternehmerverbände (VhU) zusammengeführt. Für die Mitgliedsunternehmen setzt sich Hessenmetall eigenen Angaben zufolge für die Leistungsfähigkeit des Produktionsstandorts Hessen, z. B. durch den Ausbau der Infrastruktur, eine geringere Regelungsdichte und weniger Bürokratie, ein.
Hessenmetall ist an die Dachorganisation Gesamtmetall angebunden.
Seit 2018 sind Hessenmetall und die Technische Universität Darmstadt strategische Partner. Mitte 2019 wurde eine Zusammenarbeit mit der Universität Kassel vereinbart, im Herbst desselben Jahres mit der Technischen Hochschule Mittelhessen.

### Aktivitäten
- Hessenmetall unterstützt den Mathewettbewerb der achten Klassen des Hessischen Kultusministeriums, mit dem der Leistungsstand hessischer Schüler aus allen drei Schulformen verglichen werden soll, sowie die Internationale Physikolympiade (IPhO).
- In der bundesweit erscheinenden Wirtschaftszeitung Aktiv hat Hessenmetall eine regionale Hessenseite, die mit einer Auflage von 25 000 Exemplaren die Arbeitnehmer auch über wirtschaftliche Themen und Zusammenhänge aus Hessen informieren soll.

### Geschichte
- 1890: Gründung des Verbands der Metallindustriellen für Frankfurt am Main und Umgebung
- 1918: Im Stinnes-Legien-Abkommen zwischen Unternehmern und Gewerkschaften wird die Tarifautonomie begründet und in die Weimarer Verfassung aufgenommen.
- 1933: Auflösung der Arbeitgeberverbände durch die Nationalsozialisten
- 29. Oktober 1947: Wiedergründung
- 1951: Vierwöchiger Streik in Hessen und damit erster großer Streik in der noch jungen Bundesrepublik. Die IG Metall fordert eine Lohnerhöhung von 8 Pfennig. Auch eine Intervention des hessischen Ministerpräsidenten Zinn konnte den Streik nicht abwenden. Die Schlichtungsvereinbarung sah eine Erhöhung von 3 Pfennig sowie eine einmalige Jahreszulage von 2 Pfennig vor.
- 1956 bis 1967: Schrittweise Senkung der Wochenarbeitszeit von 48 auf 40 Stunden und Verteilung auf fünf Tage.
- 1970er: Eine Arbeitszeitkampagne beschert jedem Metaller sechs Wochen Jahresurlaub.
- 1984: Siebenwöchiger Streik. Grund war die Forderung der IG Metall nach einer Reduktion der Wochenarbeitszeit von 40 auf 35 Stunden zur Beschäftigungsverteilung. Man einigte sich schließlich auf eine stufenweise Reduktion der nun individuellen Wochenarbeitszeit auf durchschnittlich 38,5 Stunden.

## Leitende Personen des Verbandes

### Vorstandsvorsitz
- 1947 bis 1952: Theo Gaertner
- 1952 bis 1962: Carl H. Jäger
- 1962 bis 1984: Horst Knapp
- 1984 bis 1987: Robert Lavis
- 1987 bis 1993: Josef I. Felder
- 1993 bis 2013: Dieter Weidemann
- seit 2013: Wolf Matthias Mang

### Hauptgeschäftsführer
- 1947 bis 1949: Max von Lützow
- 1949 bis 1963: Wolfgang Eichler
- 1963 bis 1973: Berthold Cuntz
- 1973 bis 1984: Friedrich Peppler
- 1984 bis 1994: Hubert Stadler
- 1994 bis 2017: Volker Fasbender
- seit 2017: Dirk Pollert[5]